# Sprawiedliwość pionowa
Sprawiedliwość pionowa – zagadnienie z zakresu redystrybucji dochodów oparte na fundamentalnej zasadzie sprawiedliwości. Wymaga ona by osoby znajdujące się w różnym położeniu były traktowane odmiennie. 
Do źródeł różnic w dochodach jednostek zaliczamy:
- różne prawa jednostek
- różny stopień wysiłku, produktywności i udziału w wynikach
- różne wyposażenie w zasoby
- rozbieżności w przekonaniach co do cech dóbr
- odmienność potrzeb
- różnica zdolności i możliwości działania

Sprawiedliwość pionową realizuje się np. za pomocą progresywnego opodatkowania.
Zagadnieniami sprawiedliwości pionowej i poziomej zajmował się szerzej A. B. Atkinson i J. E. Stiglitz.